# 莫冈
莫冈（緬甸語： [móɡáʊɴ]），又称孟拱（掸语：Mong Kawng）是缅甸克钦邦的一个镇。其坐落于密支那—曼德勒铁路旁。
第二次世界大战时，这里曾是缅甸战役的主战场。